# Mala Kapela
Mala Kapela, del gorskega masiva Kapele na Hrvaškem, ki Veliko Kapelo povezuje z Velebitom.
Mala Kapela, ki spada v Dinarsko gorovje, je jugovzhodni nižji del velikega gorskega masiva Kapele s površino 2350 km². Leži na severnem delu Like. Poteka jugovzhodno od 887 m visokega prevala Kapela. Omejena je z Veliko Kapelo na zahodu, Plitvičkimi jezeri na vzhodu ter z Josipdolsko, Plaščansko in Saborčansko dolino na severu in Krbavo ter naselji okoli reke Gacke na jugu. Najvišja vrhova sta Saleški vrh (1279 m) in Kamniti vrh (1191 m). Mala Kapela je prav tako kot Velika Kapela bogata z rastlinskim in živalskim svetom. Tu živijo medved, ris, volk in druge živali. Skozi Malo Kapelo poteka 5822 m dolg predor Mala Kapela, ki z avtocesto A1 (E71) povezuje Zagreb s Splitom.